# Sous-sol interdit
 (septembre 2014).
Si vous disposez d'ouvrages ou d'articles de référence ou si vous connaissez des sites web de qualité traitant du thème abordé ici, merci de compléter l'article en donnant les références utiles à sa vérifiabilité et en les liant à la section « Notes et références ».
Sous-sol interdit (Stay Out of the Basement) est un roman fantastique et horrifique américain pour la jeunesse de la collection de livres Chair de poule écrite par R. L. Stine.
Publié dans l'édition française Bayard Poche en tant que 17e livre de la série, il est traduit de l'américain par Nathalie Vlatal. Le livre français contient 94 pages — ce qui est assez court pour un Chair de poule — et a été publié le 14 mai 1996. Dans l'édition originale, il est le 2e de la collection, publié en juillet 1992. 
Ce roman a, par la suite, été adapté en épisode pour la série télévisée éponyme Chair de poule.

## Résumé
En l’absence de leur mère partie tenir compagnie à sa sœur à l’hôpital, Jane et Michaël doivent rester avec leur père, le docteur Brouwer, à la maison. Celui-ci est botaniste et a reçu depuis peu des plantes et du matériel informatique qu’il a rangé au sous-sol.
Le père de Jane et Michaël leur a interdit d’aller dans son laboratoire au sous-sol, les deux enfants se demandent donc ce que leur père y cache.
Son comportement est de plus en plus étrange, il est accaparé par son travail au sous-sol et ne se soucie guère de ses enfants. Au contraire, il apparaît même de plus en plus froid. Et son directeur de laboratoire à l’université, le docteur Martinez, l’a récemment renvoyé, semble-t-il pour avoir poursuivi de dangereuses expériences… Et pourquoi mange-t-il en cachette de l’engrais ?!
En bravant une fois l’interdiction sous la pression de leur amie Diana, Jane et Michaël trouvent des plantes qui semblent animées…
Quelles expériences le docteur Brouwer mène-t-il ? Déterminés à mener leur enquête, Jane et Michaël vont en apprendre plus, avec effroi, sur les plantes et les activités de leur père…

## Couverture du livre français
- Arrière-plan : Un mur sombre, un plafond en arcs et une fenêtre (petite et de forme d'un demi cercle).
- Premier plan : Michaël, l'un des deux protagonistes principaux avec sa sœur Jane, portant un T-Shirt jaune, est entouré par des tiges vert foncé qui semblent vouloir l'étrangler - ou du moins, s'agripper à lui. Michaël ouvre de grands yeux noirs effrayés. Son bras droit est levé, plié, essayant d'enlever la plante qui lui serre le cou.

## Sous-titre
Le sous-titre français du livre est : Plantes monstrueuses.

## Adaptation télévisée
Ce livre a bénéficié d'une adaptation télévisée en deux parties dans la série télévisée Chair de poule. 

### Numérotation et titre
Les épisodes sont les 12e et 13e de la série, diffusés lors de la première saison. Ils ont été diffusés pour la première fois aux États-Unis le 26 janvier 1996.
Les titres originaux de l'épisode sont exactement le même que celui du livre, tout comme les titres français. 

### Différences roman / épisodes
Malgré le scénario fidèlement retranscrit, on note quelques changements principaux dans l'adaptation :
- Dans l'épisode, les deux enfants s'appellent Margaret et Casey à la différence de Jane et Michaël dans le livre.
- Le personnage de Diana, amie de Jane, est absente dans l'épisode télévisé.
- Le docteur Martinez est appelé docteur Marek dans l'adaptation.
- Dans le roman, pour vérifier lequel des deux personnages est son vrai père, Jane entaille la peau d'un des deux : il saigne rouge, donc elle détruit l'autre. Dans l'adaptation, un des deux l'appelle Princesse, et elle sait que seul son vrai père peut savoir son surnom ; et elle supprime l'autre avec de l'insecticide.
- À la fin, dans le livre, Jane entend une fleur qui lui dit : « Je suis ton vrai père... ». Mais dans l'épisode, ce sont toutes les fleurs qui répètent : « C'est moi ton père, c'est moi ton vrai père ! ».

## Remarque
- Même si Sous-sol interdit est l'un des rares Chair de poule qui n'ait pas de point de vue interne (ce qui veut dire que l'histoire n'est pas racontée à la première personne), on suit toute l'histoire du point de vue de Jane - bien que ce ne soit pas elle-même qui raconte.